# پی‌اس‌آر بی۱۲۵۷+۱۲
پی‌اس‌آر بی۱۲۵۷+۱۲ یک ستاره است که در صورت فلکی دوشیزه قرار دارد.